# Freddy Veldkamp
Freddy Veldkamp (Wapenveld, 21 juni 1957) is een Nederlands dirigent.

## Levensloop

### Studie
Veldkamp bezocht de havo aan het Greijdanus College in Zwolle. Hij studeerde orgel en schoolmuziek aan het Utrechts Conservatorium en het ArtEZ Conservatorium in Zwolle waar hij les kreeg van Klaas Jan Mulder en Harm Janssen. Zijn dirigeerstudie volgde hij bij Klaziene van der Vinne, Charles de Wolff en Kees Dey. Tot slot studeerde hij nog piano bij Dr. L. Voogd in Hilversum. 

### Loopbaan
Veldkamp werd in 1985 benoemd tot dirigent van het "Mannenkoor 't Vechtdal". Hij was in diezelfde periode organist in de gereformeerde Kandelaarkerk in Heemse. Later werd hij ook dirigent van de herenkoor "Adoramus" uit Hoogeveen en het "Rijssens Mannenkoor". Hij is daarnaast als muziekdocent verbonden aan het Greijdanus College in Zwolle en werkt mee aan tv-opnames. Als organist en dirigant trad hij op in plaatsen binnen en buiten Europa als Dresden, Keulen, Altenberg, Poznań, Barcelona, Praag, Boedapest, Ontario en Vancouver. Ook bracht hij een aantal cd's uit. Tot op heden is hij dirigent van het "Interkerkelijk Mannenkoor Drachten", het "Hervormd Mannenkoor" uit IJsselmuiden, het Christelijk Mannenkoor "Looft Den Heere" uit Vaassen en het Holland Christian Male Choire. In oktober 2024 werd hij tijdens het jubileumconcert van het Christelijk Mannenkoor "Looft Den Heere" benoemd tot Lid in de Orde van Oranje-Nassau. Hij kreeg deze opgespelt door burgemeester Maarten Offinga uit Hardenberg.